# Bogusław Kaczmarczyk
Bogusław Kaczmarczyk (ur. 11 grudnia 1974 w Krakowie) – polski aktor estradowy i telewizyjny.

## Życiorys
Pochodzi z Krakowa. Z domu wyprowadził się w wieku 16 lat. Przez 12 lat tańczył i został instruktorem tańca. W młodości najczęściej pracował jako kelner. Jedna z jego szefowych namówiła go, żeby zdawał do szkoły aktorskiej. Dyplom Policealnego Studium Aktorskiego „Lart” w Krakowie obronił na piątkę. W 1995 wraz z Maciejem Stuhrem przy studenckim Centrum Kultury Rotunda w Krakowie założył kabaret Po Żarcie. Kabaret działał do listopada 1999 i podczas swej aktywności estradowej otrzymał trzecią nagrodę na festiwalu PaKA 1996 i pierwszą nagrodę na PaKA 1997.
Został członkiem kabaretu Artura I. Wraz z Dominikiem Kwaśniewskim stworzył Piekielny Duet, który jest laureatem festiwali piosenki w Polsce takich jak: Studencki Festiwal Piosenki w Krakowie (III miejsce oraz Nagroda Dziennikarzy) i Zamkowe Spotkania Piosenkarzy w Olsztynie (III miejsce). Występuje również w kabaracie EKG, którego jest współtwórcą i który rozpoczął swoją działalność w listopadzie 2006. 
Na srebrnym ekranie pojawił się po raz pierwszy jako rezerwista Staszek, kibic Orła w 66. odcinku serialu TVP2 Na dobre i na złe (2001). Był aktorem w kabarecie w serialu Egzamin z życia (2005). Rola pacjenta Nowaka w sitcomie Polsat Daleko od noszy (2003–2009) i jej kontynuacjach Daleko od noszy 2 (2010–2011), Daleko od noszy. Szpital futpolowy (2011) oraz Daleko od noszy. Reanimacja (2017) stała się przełomową i przyniosła mu ogromną popularność. Poza rolą Nowaka występował gościnnie w popularnych polskich serialach, takich jak: Pierwsza miłość, Niania, Ojciec Mateusz, Barwy szczęścia, Na Wspólnej i Przyjaciółki. Zagrał również w reklamie plastrów leczniczych ITAMI (2018).
W 2006 na Festiwalu Dobrego Humoru w Gdyni odebrał główną nagrodę Błękitnego Melonika.
Od 2021 roku należy do kabaretu PanDemon.

## Filmografia
- 1996: 10 minut (etiuda szkolna) – obsada aktorska
- 1999: Świat według Kiepskich – chłopak (odc. 12)
- 2001, 2002: Na dobre i na złe – rezerwista Stanisław (odc. 66, 90)
- 2003–2009: Daleko od noszy – pacjent Bogumił Nowak
- 2005: Egzamin z życia – aktor w kabarecie (odc. 19)
- 2007: Niania – reporter (odc. 62)
- 2007: Halo Hans! – sturmbahnfurer Kupke (odc. 4)
- 2008: Agentki – barman (odc. 5)
- 2008: 39 i pół – policjant (odc. 4, 10)
- 2010; 2015: Ojciec Mateusz – tancerz Marian Kern (odc. 38); mąż kobiety z parafii księdza Mateusza (odc. 181)
- 2010–2011: Daleko od noszy 2 – pacjent Bogumił Nowak
- 2011: Wiadomości z drugiej ręki – stylista Bruno (odc. 32)
- 2011: Daleko od noszy. Szpital futpolowy – pacjent Bogumił Nowak
- 2013: Takie życie – Bohdan
- 2017: Na przekór astronomom – Pan Śliczny
- 2017: Daleko od noszy. Reanimacja – pacjent Bogumił (lub Wieńczysław) Nowak
- 2017–2018: Pierwsza miłość (serial telewizyjny) – Stefan Smorąg, właściciel ogórkarni
- 2018: Barwy szczęścia – Bolek, agent gwiazd disco-polo
- 2018-2020: Korona królów – handlarz ze Żmudzi
- 2019: Przyjaciółki – właściciel domu Marianny (odc. 157)
- 2019: Gabinet numer 5 – pacjent w przychodni (odc. 1)
- 2020: Na Wspólnej – prawnik Krystian Żukowski (odc. 3123, 3128)
- 2021: Szadź – więzień (seria 2, odc. 3)